# Хари Стоянов
Хари Стоянов е български писател, преводач от/на южнославянски езици и английски, и компютърен специалист. Завършва славянска филология в Софийския университет (1980).
Хари Стоянов е автор на няколко художествени книги. По-важните от тях са:
- 1976 г.: Мислите в главите – роман за група приятели от последните класове в гимназията;
- 1977 г.: Война с Атомния пират – фантастичен роман;
- 1981 г.: Вселенно безброй азове.

По-известни преводи на художествена литература:
- 1983 г.: Фолиранти от Момо Капор.
- 1983 г.: Времето на Аника от Иво Андрич.
- 1984 г.: Провинциалист от Момо Капор.
- 1985 г.: От седем до три от Момо Капор.
- 1993 г.: Зое от Момо Капор.
- 2001 г.: Хроника на изгубения град от Момо Капор.
- 2002 г.: Под Андите от Рекс Стаут.

Хари Стоянов живее във Варна. Женен, с двама синове.